# Félix Michel
Félix Michel, né le 21 janvier 1996 à Rouen en France, est un ancien joueur français de basket-ball. Il évolue au poste de meneur.

## Biographie
En juin 2018, après avoir évolué pendant six saisons avec l'équipe professionnelle du Rouen Métropole Basket, il prend officiellement sa retraite à 22 ans pour se consacrer à ses études.

## Palmarès
- Finaliste du championnat d'Europe -16 ans 2012